# الألماس الدموي
الألماس الدموي (بالإنجليزية: Blood Diamond)‏ هو فيلم إثارة وحرب سياسي صدر في 2006 من إخراج إدوارد زويك. وبطولة ليوناردو دي كابريو وجينيفر كونيلي ودجيمون هونسو.
تلقى الفيلم مراجعات متوسطة، لكنه ترشح لنيل خمس جوائز أوسكار في مهرجان الأوسكار 2007.

## القصة
تدور قصة الفيلم في عام 1999 في سيراليون التي تمزقها الحرب الأهلية، حيث يقوم الثوار المعروفين بمقاتلي الحرية بمهاجمة القرى واحدة تلو الأخرى، ليقتلوا النساء والضعفاء. ويأسروا الرجال الأصحاء، ليتم إرسالهم للعمل في معسكراتهم ومناجمهم للبحث عن الماس. بينما يقومون بتجنيد الأطفال دون الثانية عشرة من عمرهم ليصبحوا من الثوار. وقائدهم هو كابتن بويسون (ديفيد هارورد) سفاح دموي لا يعرف رحمة ولا شفقة.
سولمون فاندي (دجيمون هونسو) صياد سمك يعيش حياة بسيطة ويحلم بمستقبل أفضل لإبنه ديا. في أحد الأيام يقوم كابتن بويسون بمهاجمة البلدة مع رجاله، وتنجح زوجة سولمون (بينو مابينا) وأطفاله الثلاث بالهرب، بينما يقع سولمون في الأسر ويتم إرساله للعمل في منجم الماس.
وفي وقت آخر يشرف كابتن بويسون شخصيا على تحويل (ديا) إلى مقاتل مع الثوار، ويغسل دماغه ويقنعه بأنه طفل الثورة وأن والده خائن للوطن. داني آرتشر (ليوناردو دي كابريو) جندي سابق في زيمبابوي، وصائد ثروات، لا يهتم لأمر أحد، ولا يتحزب لطرف دون الآخر، ولا يعنيه مصير مئات الآلاف من العوائل التي مزقتها الحرب الأهلية. ويعمل في تهريب ما يعرف بماس الدماء من سيراليون إلى ليبيريا، حيث يمكن بيعه هناك بشكل قانوني لتجار الماس الإنجليز.
يعثر سولمون على ماسة وردية ثمينة وفريدة في حجمها ونقاوتها، يقوم بتخبئتها بسرعة ووعندما يعلم آرتشر بأمرها يسعى للحصول عليها حتى تكون تذكرته للخروج من أفريقيا. ويقوم بمساعدة سولمون على الهرب ليكسبه ويقترب منه لهذا الغرض. وينقذ آرتشر حياة سولمون في أكثر من مناسبة، ويحتفظ بوعده له بجمعه ببقية أفراد عائلته مقابل أن يحصل على تلك الماسة.

## وصلات خارجية
- الألماس الدموي على موقع IMDb (الإنجليزية)
- الألماس الدموي على موقع ميتاكريتيك (الإنجليزية)
- الألماس الدموي على موقع الموسوعة البريطانية (الإنجليزية)
- الألماس الدموي على موقع روتن توميتوز (الإنجليزية)
- الألماس الدموي على موقع نتفليكس (الإنجليزية)
- الألماس الدموي على موقع قاعدة بيانات الأفلام العربية
- الألماس الدموي على موقع ألو سيني (الفرنسية)
- الألماس الدموي على موقع Turner Classic Movies (الإنجليزية)
- الألماس الدموي على موقع أول موفي (الإنجليزية)
- الألماس الدموي على موقع بوكس أوفيس موجو (الإنجليزية)